# RT-2UTTH Topol M

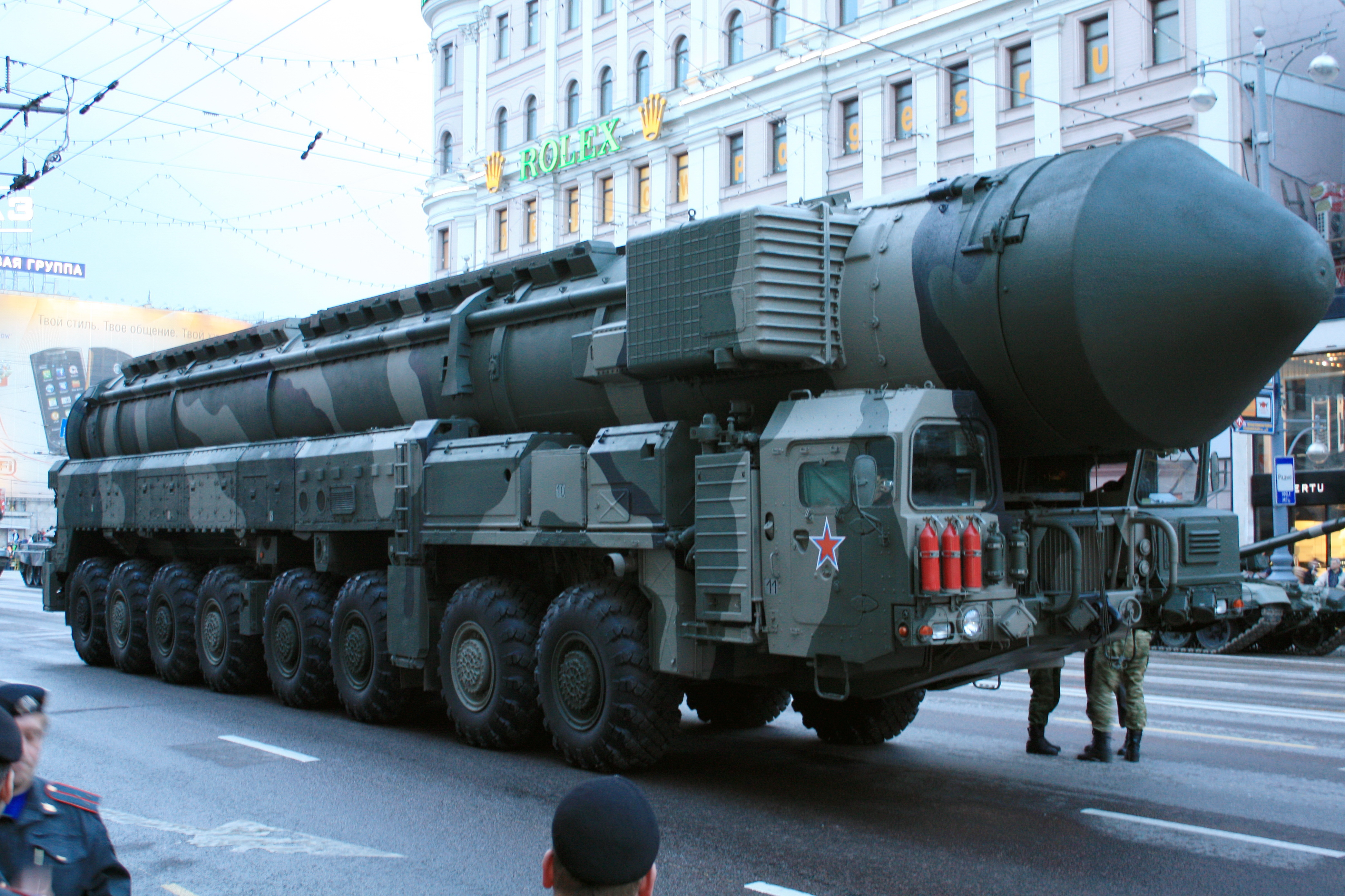
Lansator Topol M în timpul repetițiilor pentru parada militară de Ziua Victoriei 2010 din Moscova.

RT-2UTTKh «Topol-M» (rusă: РТ-2УТТХ «Тополь-М», DIA: SS-27) este una dintre cele mai recente rachete balistice intercontinentale care au intrat în serviciul forțelor strategice ruse.
- Tip: Rachetă balistică intercontinentală;
- Proiectant: Institutul de Tehnologie Termală din Moscova;
- Producător: Uzina producătoare de mașini Votkinsk;
- Utilizator: Federația Rusă;
- Produs: 20 decembrie 1994 – 2010;
- În serviciu: decembrie 1997 – prezent;
- Motor: trei trepte de propulsie cu combustibil solid;
- Masa la lansare: 47.200 kg;
- Lungime: 22,7 m;
- Diametru: 1,90 m;
- Rază de acțiune: 11.000 km;
- Viteză: 7.320 metres per second (26.400 km/h) ;
- Încărcătură de luptă: o singură încărcătură de luptă de 800 kilotone sau 4 la 7 vectori nucleari MIRV de 150–250 kilotone fiecare;
- Sistem ghidare: inerțial și ghidare prin sateliți GLONASS;
- Precizie CEP: 200 m;
- Platformă de lansare: silozuri sau transportoare-lansator pe roți 16x16;

## Galerie
Sistemul de lansare RT-2UTTH Topol M (rusă РТ-2ПМ2 Тополь-М) la repetițiile Paradei Victoriei în Alabino.
|  |  |  |
|  |  |  |

|  |  |  |
|  |  |  |

|  |  |  |
|  |  |  |

|  |  |  |
|  |  |  |